# Geoff Richardson

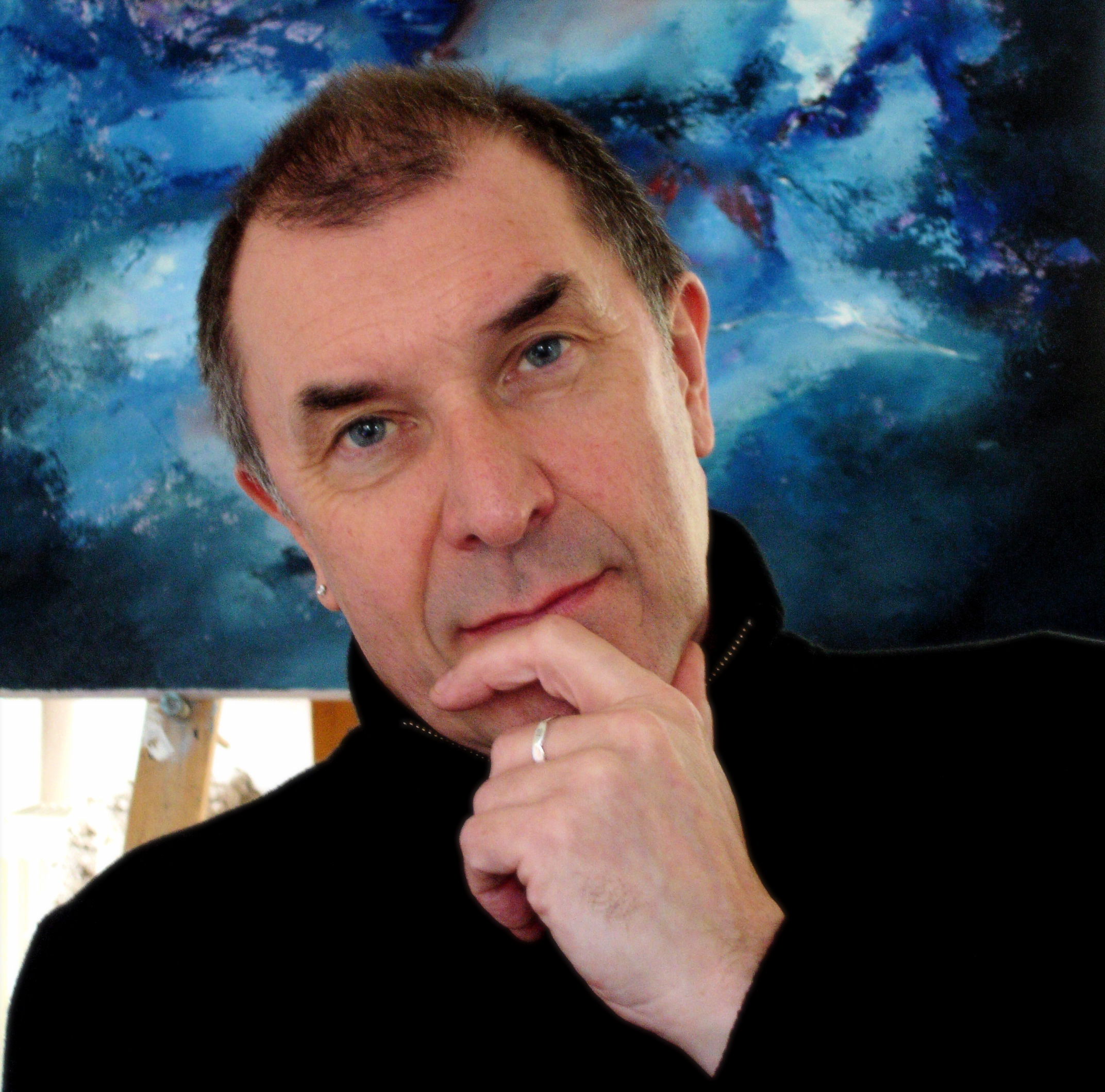
Geoff Richardson

Peter Geoffrey (Geoff) Richardson (Hinckley, 15 juli 1950) is een Brits musicus. Hij bespeelt de (alt)viool, gitaar en dwarsfluit.

## Levensloop
Richardsons vader was parttimemusicus, zijn grootvader pianist en muziekleraar. Acht jaar oud was hij toen hij begon met vioolspelen. Vanaf zijn twaalfde trad hij al op, eerst als violist in het orkest van de familie, later meer als sologitarist, folkgitaarmuziek spelend in de clubscene in de Midlands en Manchester. In die tijd zat Richardson nog op de middelbare school. Na een kort verblijf aan de Nuneaton School of Art volgde de studie industriële vormgeving aan het Manchester College of Art and Design. Dit beviel niet goed en Richardson vertrok naar de universiteit van Southampton, naar de Winchester School of Art, waar hij van 1969 tot 1972 schilderkunst en grafiek studeerde. In de tijd in Southampton vormde hij de band Red Acid, die covers speelde van nummers uit de progressieve rock. Ze speelden onder meer werk van Caravan. Steve Borrill, de bassist van Spirogyra, vroeg hem in te vallen voor vertrekkende leden van de groep, maar de groep hield op te bestaan. Via Borrill deed Richardson auditie bij Pye Hastings, die op zoek was naar vervanging voor Steve Miller en Richard Sinclair. Richardson trad toe, samen met Derek Austin (keyboards) en Stu Evans (basgitaar).
In 1973 verlieten Austin en Evans Caravan weer, maar Richardson bleef in de band spelen. Langzamerhand liet hij zich ook meer gelden als lid van de band. Pye Hastings bleef duidelijk de leider van de band, maar Richardson vond zijn manier om zijn ideeën geaccepteerd te krijgen. Met name in de liveoptredens trad hij steeds duidelijker op de voorgrond.
Vanaf 1974 begon Richardson ook werk naast Caravan te doen. Hij werkte samen met Kevin Ayers voor een opname van een album en nam muziek op met Café Jacques en met het Penguin Café Orchestra. Miles Copeland, in die tijd de manager van Caravan, zette hem ertoe aan om samen te gaan werken met Sonja Kristina (Curved Air) en Stewart Copeland (Miles' broer, een van de latere oprichters van The Police), maar met weinig succes. Richardson ging weer sessiewerk doen en speelde met de Buzzcocks en met Captain Sensible. De punkgolf had zijn terugslag, en Richardson besloot in 1978 Caravan te verlaten.
Hij speelde vervolgens onder meer in een band die The Purple Hipsters heette en produceerde First Offenders, een album met nummers van allerlei plaatselijke groepen. Hij werkte in 1979-1980 ook weer kort samen met Caravan, en The Album werd opgenomen.
Richardson is zeer druk gebleven met name met sessiewerk, hij heeft een eigen studio en assisteert andere musici. Daarnaast reisde hij nog vaak rond, met name met Murray Head, met het Penguin Café Orchestra en met Bob Geldof. Aan het eind van de jaren tachtig nam hij een soloalbum op, Viola mon Amour, waarop Richardson alle instrumenten speelde.
In de jaren negen kwamen twee albums uit die Richardson samen met Jim Leverton had gemaakt. Naast zijn sessiewerk en optredens schreef Richardson ook muziek voor toneel, televisie, ballet en film. Zo paste Richardson in 1988 samen met Simon Jeffes zeven stukken van het Penguin Café Orchestra aan voor Still Life at the Penguin Cafe, een ballet op choreografie van David Bintley voor het Royal Ballet. Zijn filmmuziek omvat onder meer voor Pour Cent Briques T'as Plus Rien, 1982, van Eduardo Molinaro, voor  Le Dernier Été (1989, samen met Murray Head) en voor All The Little Animals (1997, Jeremy Thomas). Van 1990 tot 1994 gaf Richardson (parttime) les in de schone kunsten op het Canterbury College, hetzelfde van 1995-1998 op de Winchester School of Art. Van 1996 tot 1998 verzorgde hij ook colleges over de uitvoerende kunsten op het South Kent College.
De goede relatie die Richardson steeds met Pye Hastings gehad heeft, stond garant voor zijn blijvende betrokkenheid bij Caravan. Vanaf 1995, met de opname van The Battle of Hastings, was hij weer bij de band betrokken.
In 1998 speelde Richardson samen met Steve Hillage in de band van Rachid Taha. In het project "Un, Deux, Trois Soleil" werd opgetreden met een strijkorkest en de Frans-Arabische zangers Khaled en Faudel. Het resultaat was een livealbum met daarop een bijzonder mengsel van klassiek-Arabische en moderne westerse muziek.
Op het laatste album van Caravan, The Unauthorised Breakfast Item uit 2003, staat een nummer van de hand van Richardson.

## Discografie
Onderstaand een lijst van albums waaraan Geoff Richardson een substantiële bijdrage heeft geleverd. De lijst heeft niet de pretentie een volledig overzicht te bieden.
|      |                                    |                                                |
| 1973 | Caravan                            | For Girls Who Grow Plump in the Night          |
| 1974 | Caravan                            | Caravan and the New Symphonia                  |
| 1974 | Kevin Ayers                        | The Confessions Of Dr. Dream And Other Stories |
| 1975 | Caravan                            | Cunning Stunts                                 |
| 1976 | Caravan                            | Blind Dog at St. Dunstans                      |
| 1976 | John G Perry                       | Sunset Wading                                  |
| 1977 | Caravan                            | Better By Far                                  |
| 1977 | Quantum Jump                       | Barracuda                                      |
| 1977 | Quantum Jump                       | Mixing                                         |
| 1977 | Ozark Mountain Daredevils          | Don't Look Down                                |
| 1978 | Café Jacques                       | Round The Back                                 |
| 1978 | Murray Head                        | Voices                                         |
| 1979 | Murray Head                        | Between Us                                     |
| 1979 | John Glover                        | Midnight Over England                          |
| 1980 | Caravan                            | The Album                                      |
| 1980 | Buzzcocks                          | Why She's a Girl From The Chainstore           |
| 1980 | Bob Weston                         | Nightlight                                     |
| 1980 | Wildlife                           | Burning                                        |
| 1980 | Rupert Hine                        | Immunity                                       |
| 1981 | Murray Head                        | Find A Crowd                                   |
| 1982 | Rupert Hine                        | Waving Not Drowning                            |
| 1982 | Murray Head                        | Shade                                          |
| 1983 | Penguin Café Orchestra             | Penguin Café Orchestra                         |
| 1983 | Penguin Café Orchestra             | PCO Mini-album                                 |
| 1984 | Penguin Café Orchestra             | Broadcasting from Home                         |
| 1985 | Microdisney                        | The Clock Comes Down The Stairs                |
| 1986 | Murray Head                        | Restless                                       |
| 1986 | Murray Head                        | Sooner Or Later                                |
| 1986 | Murray Head                        | Some People                                    |
| 1987 | Paul Brady                         | Primitive Dance                                |
| 1987 | Penguin Café Orchestra             | Signs of Life                                  |
| 1988 | Penguin Café Orchestra             | When In Rome                                   |
| 1990 | Thinkman                           | Hard Hat Zone                                  |
| 1990 | Dubh Chapter                       | Silence, Cunning & Exile                       |
| 1990 | Bob Geldof                         | The Vegetarians of Love                        |
| 1991 | The Cross                          | Blue Rock                                      |
| 1991 | BBC Concert Orchestra              | Still Life at the Penguin Café                 |
| 1991 | Murray Head                        | Wave                                           |
| 1991 | Renaud                             | Marchand de Cailloux;                          |
| 1991 | Bliss                              | A Change In The Weather                        |
| 1992 | Bob Geldof                         | The Happy Club                                 |
| 1992 | Chris De Burgh                     | Power of Ten                                   |
| 1993 | Milla Jovovich                     | The Divine Comedy                              |
| 1993 | Penguin Café Orchestra             | Union Café                                     |
| 1993 | Rachid Taha                        | Rachid Taha                                    |
| 1993 | Geoffrey Richardson                | Viola Mon Amour                                |
| 1994 | Penguin Café Orchestra             | Concert Program                                |
| 1994 | Renaud                             | A La Belle de Mai                              |
| 1995 | Caravan                            | The Battle Of Hastings                         |
| 1995 | Murray Head                        | When You're In Love                            |
| 1995 | Jim Leverton & Geoffrey Richardson | Follow Your Heart                              |
| 1995 | Murray Head                        | Pipe Dreams                                    |
| 1995 | Nina Morato                        | L'Allumeuse                                    |
| 1995 | John G Perry                       | Seabird                                        |
| 1995 | Rachid Taha                        | Ole, Ole                                       |
| 1996 | Caravan                            | All Over You                                   |
| 1996 | Nick Heyward                       | Tangled                                        |
| 1996 | Bruno Maman                        | Aujourd'hui'                                   |
| 1996 | Renaud                             | Paris/Provinces                                |
| 1997 | Frankie Valentine                  | Summary of Evidence                            |
| 1997 | Rachid Taha                        | Diwan                                          |
| 1997 | Metisse                            | Singe                                          |
| 1997 | Justin Hayward                     | The View From The Hill                         |
| 1997 | Penguin Café Orchestra             | Preludes, Airs and Yodels                      |
| 1998 | Linda McCartney                    | Wide Prairie                                   |
| 1998 | Wolf Maahn                         |                                                |
| 1998 | Rachid Taha                        | Carte Blanche                                  |
| 1999 | The Uncalled Four                  | Rubbed Raw                                     |
| 1999 | Caravan                            | Surprise Supplies – Live                       |
| 1999 | Caravan                            | All Over You Too                               |
| 1999 | Rachid Taha                        | Made in Medina;                                |
| 2000 | Kofi Dako                          | Kologo,                                        |
| 2000 | Jim Leverton & Geoffrey Richardson | Poor Man's Rich Man                            |
| 2000 | Penguin Café Orchestra             | Simon Jeffes Piano Music                       |
| 2003 | Caravan                            | The Unauthorised Breakfast Item                |
| 2000 | Jim Leverton & Geoffrey Richardson | The End of the Pier Show                       |

- Bibliothèque nationale de France: cb12291979n (data)
- Gemeinsame Normdatei: 124116795
- International Standard Name Identifier: 0000 0001 0892 9947
- Library of Congress Control Number: n79100292
- MusicBrainz: 3ad4a5cf-50db-4c6d-9538-6a8fee7e0221
- Nationale Bibliotheek van Israël: 987007266903705171
- Nederlandse Thesaurus van Auteursnamen: 069753571
- Système universitaire de documentation: 031765297
- Virtual International Authority File: 44362178
- WorldCat: E39PBJjMyyVCWVkgT3X8PXM773